# Esanatoglia
Esanatoglia ist eine italienische Gemeinde (comune) mit 1897 Einwohnern (Stand 31. Dezember 2023) in der Provinz Macerata in den Marken. Die Gemeinde liegt etwa 34 Kilometer westlich von Macerata am Esino, grenzt unmittelbar an die Provinz Ancona und gehört zur Comunità montana Alte Valli del Potenza e Esino.

## Geschichte
Früh war das Gemeindegebiet besiedelt. 1211 wurde die damalige Stadt Aesa von der Familie Malcavalca beherrscht. Die früheren Gemeinden Aesa und Anatolia  wurden 1862 zusammengelegt.

## Einzelnachweise

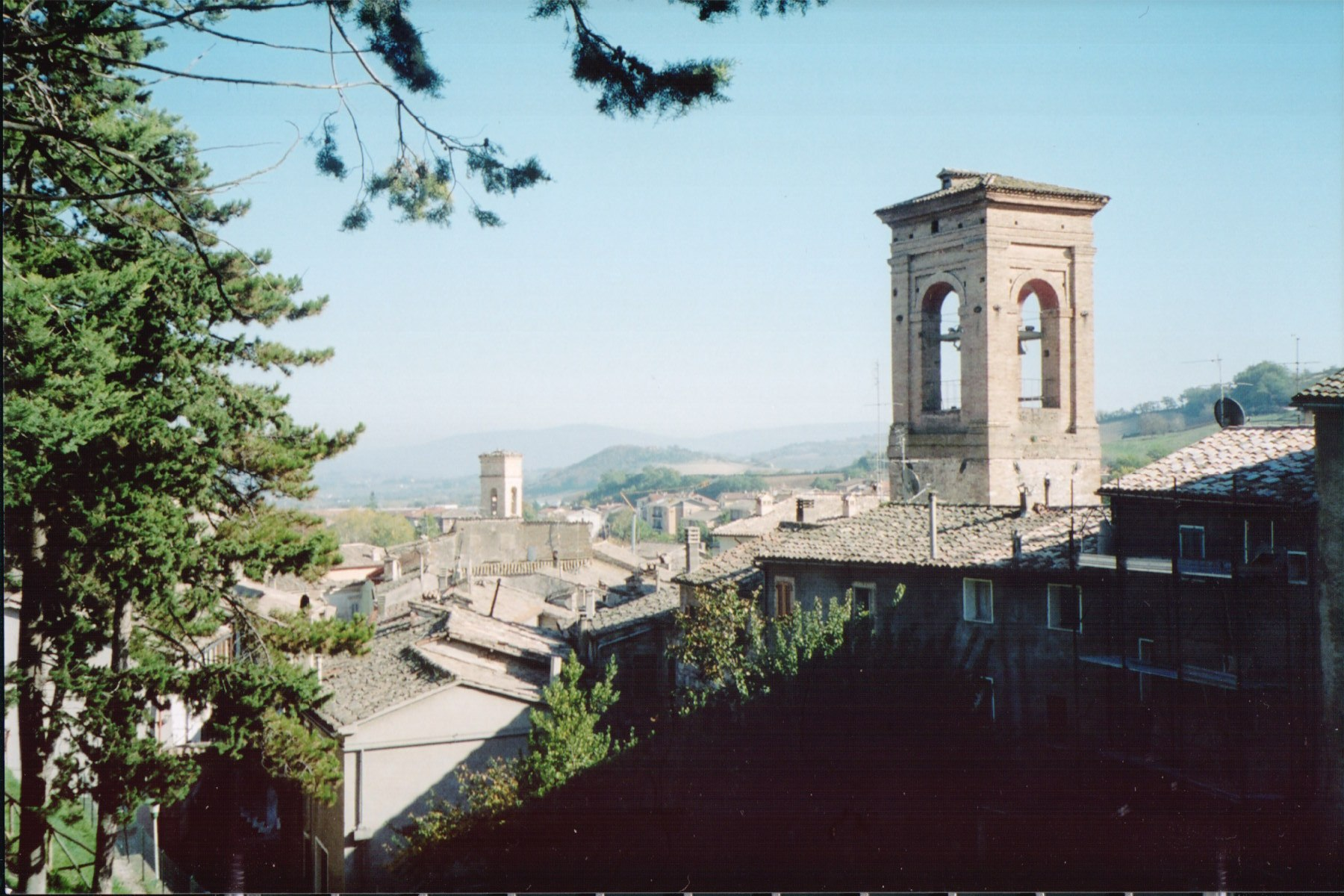
Blick auf Esanatoglia